# Laportea
Laportea Gaudich., 1830 è un genere di piante della famiglia Urticaceae.

## Tassonomia
I genere comprende le seguenti specie:
- Laportea aestuans (L.) Chew
- Laportea alatipes Hook.f.
- Laportea amberana (Baker) Leandri
- Laportea bulbifera (Siebold & Zucc.) Wedd.
- Laportea canadensis (L.) Wedd.
- Laportea cuneata (A.Rich.) Chew
- Laportea cuspidata (Wedd.) Friis
- Laportea decumana (Roxb.) Wedd.
- Laportea disepala (Gagnep.) Chew
- Laportea floribunda (Baker) Leandri
- Laportea fujianensis C.J.Chen
- Laportea grossa (Wedd.) Chew
- Laportea humblotii (Baill.) Friis
- Laportea humilis Lauterb.
- Laportea interrupta (L.) Chew
- Laportea lageensis W.T.Wang
- Laportea lanceolata (Engl.) Chew
- Laportea laxiflora Wedd.
- Laportea medogensis C.J.Chen
- Laportea mooreana (Hiern) Chew
- Laportea oligoloba (Baker) Friis
- Laportea ovalifolia (Schumach. & Thonn.) Chew
- Laportea peduncularis (Wedd.) Chew
- Laportea pedunculata K.Schum. & Lauterb.
- Laportea perrieri Leandri
- Laportea ruderalis (G.Forst.) Chew
- Laportea septentrionalis Leandri
- Laportea stolonifera Bhellum & B.Singh
- Laportea sumatrana Merr.
- Laportea ventricosa Gagnep.
- Laportea violacea Gagnep.
- Laportea weddellii Leandri